# Коян
Коя́н (кор. 고양시?, 高陽市?, Goyang-si) — город в провинции Кёнгидо, Южная Корея. Коян включает в себя муниципальный округ Ильсан, соединённый с Сеулом линией метро.

## История
В эпоху Трёх государств территория, на которой сейчас находится город, принадлежала государству Силла. В то время здесь находились округа (хёны) Кобон, Уван и Кэбэк. Позже, в период Корё эта территория была поделена между округами Кобон и Тогян. В 1413 году Коян получил своё современное название и административный статус хён. В 1471 году Кояну был присвоен административный статус уезда (кун или гун). В 1949 году районы (мёны) Ынпхён, Сунгин и Ттукто были объединены с Сеулом. Статус города был получен в 1992 году. В 1996 году были образованы муниципальные округа Тогян и Ильсан.

## География
Коян — город-спутник Сеула, расположенный вдоль северной его границы. На востоке граничит с городом Янджу, на севере — с Пхаджу, на западе — с Кимпхо.

## Административное деление

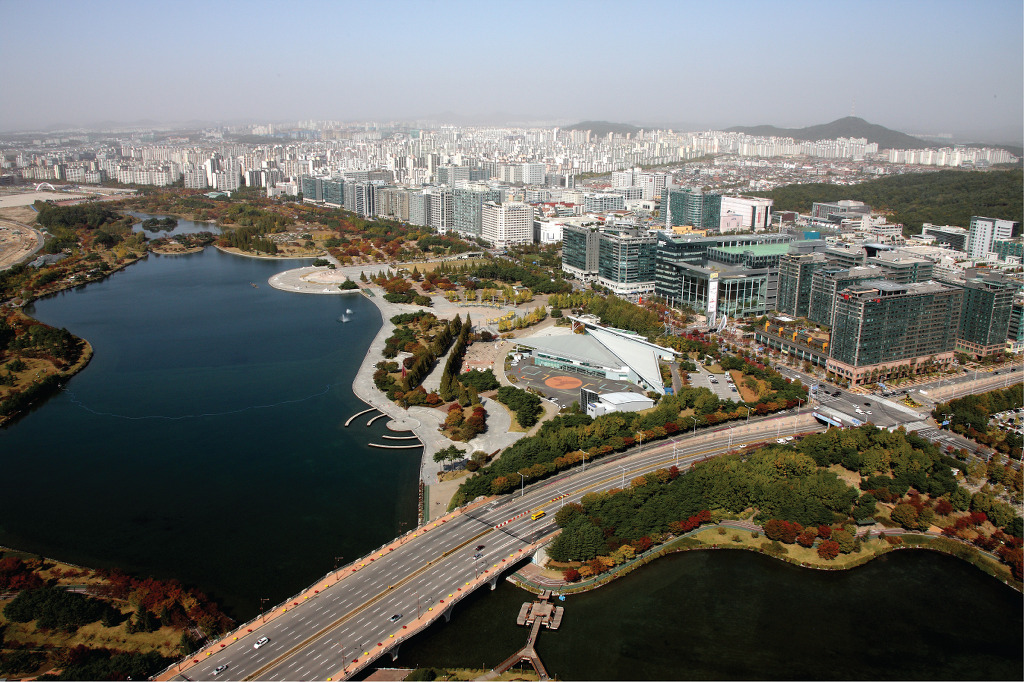
Вид на центральные районы города

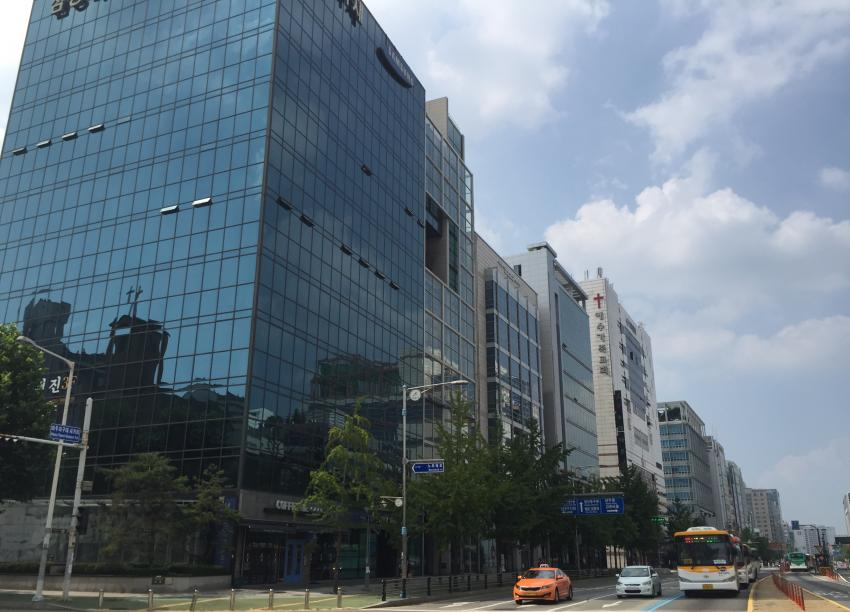
Деловой центр

Коян административно делится на 3 гу (ку) и 39 дон (тон):
| Округ                   | Район          | Хангыль  | Площадь, км² | Население, чел |
| ----------------------- | -------------- | -------- | ------------ | -------------- |
| Ильсан-Донгу (일산동구) | Кобондон       | 고봉동   | 24,54        | 14 674         |
| Ильсан-Донгу (일산동구) | Маду-идон      | 마두2동  | 0,83         | 18 743         |
| Ильсан-Донгу (일산동구) | Маду-ильдон    | 마두1동  | 2,01         | 29 079         |
| Ильсан-Донгу (일산동구) | Пхунсандон     | 풍산동   | 5,58         | 38 117         |
| Ильсан-Донгу (일산동구) | Пэксок-идон    | 백석2동  |              | 22 003         |
| Ильсан-Донгу (일산동구) | Пэксон-ильдон  | 백석1동  |              | 28 999         |
| Ильсан-Донгу (일산동구) | Сиксадон       | 식사동   | 6,90         | 6 960          |
| Ильсан-Донгу (일산동구) | Чанхан-идон    | 장항2동  | 1,66         | 25 595         |
| Ильсан-Донгу (일산동구) | Чанхан-ильдон  | 장항1동  | 10,33        | 3 363          |
| Ильсан-Донгу (일산동구) | Чонбальсандон  | 정발산동 | 1,53         | 30 181         |
| Ильсан-Донгу (일산동구) | Чунсандон      | 중산동   |              | 43 653         |
| Ильсан-Согу (일산서구)  | Ильсан-идон    | 일산2동  |              | 23 233         |
| Ильсан-Согу (일산서구)  | Ильсан-ильдон  | 일산1동  |              | 12 520         |
| Ильсан-Согу (일산서구)  | Ильсан-самдон  | 일산3동  |              | 42 166         |
| Ильсан-Согу (일산서구)  | Сонпходон      | 송포동   | 11,95        | 18 184         |
| Ильсан-Согу (일산서구)  | Сонсандон      | 송산동   | 20,93        | 29 645         |
| Ильсан-Согу (일산서구)  | Тэхвадон       | 대화동   | 3,03         | 36 133         |
| Ильсан-Согу (일산서구)  | Тханхёндон     | 탄현동   | 2,19         | 42 480         |
| Ильсан-Согу (일산서구)  | Чуёп-идон      | 주엽2동  | 1,12         | 35 054         |
| Ильсан-Согу (일산서구)  | Чуёп-ильдон    | 주엽1동  | 0,93         | 33 133         |
| Тогянгу (덕양구)        | Вонсиндон      | 원신동   | 12,65        | 4 623          |
| Тогянгу (덕양구)        | Квансандон     | 관산동   | 13,46        | 18 625         |
| Тогянгу (덕양구)        | Кояндон        | 고양동   | 26,99        | 19 667         |
| Тогянгу (덕양구)        | Нынгоктон      | 능곡동   | 11,51        | 13 085         |
| Тогянгу (덕양구)        | Синдодон       | 신도동   | 6,67         | 9 243          |
| Тогянгу (덕양구)        | Сонса-идон     | 성사2동  | 1,81         | 14 282         |
| Тогянгу (덕양구)        | Сонса-ильдон   | 성사1동  | 3,39         | 20 895         |
| Тогянгу (덕양구)        | Тэдоктон       | 대덕동   | 9,40         | 5 265          |
| Тогянгу (덕양구)        | Хваджондон     | 화전동   | 8,66         | 9 986          |
| Тогянгу (덕양구)        | Хваджон-идон   | 화정2동  | 2,09         | 37 318         |
| Тогянгу (덕양구)        | Хваджон-ильдон | 화정1동  | 2,15         | 44 727         |
| Тогянгу (덕양구)        | Хёджадон       | 효자동   | 24,91        | 8 194          |
| Тогянгу (덕양구)        | Хэнджудон      | 행주동   | 8,21         | 18 411         |
| Тогянгу (덕양구)        | Хэнсин-идон    | 행신2동  | 1,03         | 39 146         |
| Тогянгу (덕양구)        | Хэнсин-ильдон  | 행신1동  |              | 24 895         |
| Тогянгу (덕양구)        | Хэнсин-самдон  | 행신3동  |              | 48 480         |
| Тогянгу (덕양구)        | Хындодон       | 흥도동   | 9,43         | 5 726          |
| Тогянгу (덕양구)        | Чугёдон        | 주교동   | 5,41         | 17 793         |
| Тогянгу (덕양구)        | Чханнындон     | 창릉동   | 12,01        | 6 968          |

## Туризм и достопримечательности
- Военная крепость Пукхансансон времён династии Чосон. Большая часть крепости обнесёна крепостной стеной длиной 11 километров и высотой 3 метра. Внутри крепостной стены расположено несколько хорошо сохранившихся построек, в том числе крупный храм Чунхынса.[3]
- Буддистский храм Хынгыкса постройки VI века. Сейчас храм полностью восстановлен и открыт для посещения туристами.[3]
- Международная выставка цветов — проводится каждые три года начиная с 1997. Выставка является крупнейшей цветочной выставкой в стране. Каждый раз её посещает около миллиона человек.[4]
- Фестиваль искусств Хэнджу — проводится ежегодно 14 марта. В программе фестиваля костюмированное шествие, выступление народных коллективов, ярмарка, соревнования в традиционных корейских видах спорта.[4]
- Гора Пукхансан — одна из крупнейших гор на севере страны. Иногда её называют «корейскими Альпами». По горе проложено несколько маршрутов для занятия горным туризмом.[5]
- Ильсанский парк — крупный искусственный парк, разбитый на территории 1,2 млн м². При проектировании парка учитывались требования экологов, поэтому здесь успешно существует несколько видов растений и животных, обитающих в дикой природе.[5]
- Лафеста — крупный торгово-развлекательный центр. Общая территория — 330 тыс. м². Здесь расположены сотни магазинов и ресторанов, а также конезавод и парк. Планируется также построить поле для гольфа, круглогодичный искусственный горнолыжный курорт и спортивный центр с бассейном.[5]

## Экономика
В экономике города основной упор сделан на индустрию высоких технологий. В Ильсане строится один из крупнейших в Азии технопарк — ильсанский технопарк. Традиционно также хорошо развито сельское хозяйство. В Кояне выращивают рис, фрукты и многие виды овощей.
Коянский выставочный центр является одним из крупнейших в Восточной Азии. Он был открыт в 2005 году. Общая площадь центра около 1 млн м². Здесь проходит главный автосалон страны Seoul Motor Show. Рядом с выставочным центром планируется строительство чайнатауна.

## Высшее образование
Высшие учебные заведения города включают:
- Сельскохозяйственный колледж
- Авиационный Институт Ханкхук
- Университет бизнеса и международного права.

## Известные уроженцы и жители
- То Гёнсу — участник бой-бэнда EXO

## Города-побратимы
Коян является городом-побратимом следующих городов:
- Уезд Ульджин, Южная Корея
- Цицикар, провинция Хэйлунцзян, Китай
- Сан-Бернардино, штат Калифорния, США
- Херхюговард, провинция Северная Голландия, Нидерланды